# Lepidoperca inornata
Lepidoperca inornata är en fiskart som beskrevs av Regan, 1914. Lepidoperca inornata ingår i släktet Lepidoperca och familjen havsabborrfiskar. Inga underarter finns listade i Catalogue of Life.